# Casa Cardús
La casa Cardús és un edifici de Gelida (Alt Penedès) protegit com a bé cultural d'interès local.

## Descripció
És un edifici entre mitgeres que ocupa l'extrem d'una illa de cases. Fa cantonada amb els carrers de Jaume Via i Major. És de planta en forma d'L, amb un interessant jardí. Consta de soterrani, planta baixa i dos pisos, amb coberta de teula àrab i terrat amb torratxa. Té galeries posteriors amb arcades. L'interior conserva mobles i complements modernistes, i a la cantonada hi ha un plafó de ceràmica amb la imatge de Sant Jordi. El conjunt respon a les característiques del llenguatge historicista i modernista.

## Història
L'edifici data de l'any 1886. Va ser construïda per Jaume Cardús, contractista i mestres paleta de Barcelona.